# Pamapuria
Pamapuria est une localité de la région du Northland, dans l’île du Nord de la Nouvelle-Zélande.

## Situation
Elle siège sur le trajet de la route State Highway 1/S H 1 à environ 10 km à l’est de la ville de Kaitaia .

## Éducation
L’école de "Pamapuria School" est une école mixte assurant tout le cycle primaire (allant de l’année 1 à 8), avec un taux de taux de décile de 2 avec un effectif de 152 élèves en  2009 .
En 2012, le principal remplaçant de l’école, James Parker, fut  arrêté et inculpé de 49 charges d'abus sexuel sur mineur pour lesquelles il plaida coupable. À la suite de l’arrestation de Parker, le directeur de l'école, Stephen Hovell, a été suspendu puis a perdu son poste en raison de son inaction face aux accusations envers Parker.